# رخ‌سفید سینه‌بلوطی
رخ‌سفید سینه‌بلوطی (نام علمی: Aphelocephala pectoralis) گونه‌ای از پرندگان تیرهٔ چکاوکان اقیانوسیه (Acanthizidae) و بومی استرالیا است. زیستگاه طبیعی آن درختچه‌زارهای نیمه‌گرمسیری یا گرمسیری خشک است. از دست دادن زیستگاه آن را تهدید می‌کند.